# 배드 캣
《배드 캣》(튀르키예어: Kötü Kedi Şerafettin)은 2016년 공개된 터키의 애니메이션 영화이다.

## 수상정보
| 40회 안시국제애니메이션영화제, 2016 | 장편비경쟁         | 초청 |
| 49회 시체스국제영화제, 2016         | 애니메이션         | 초청 |
| 20회 부천국제판타스틱영화제, 2016   | 월드 판타스틱 블루 | 초청 |
| 35회 브뤼셀국제판타스틱영화제, 2017 | 유럽(멜리에스)경쟁 | 후보 |

### 웹
1. ↑  “프로그램 > 월드 판타스틱 블루 > 배드 캣”. 《부천국제판타스틱영화제》. 2018년 11월 27일에 확인함.